# Klasa pana Tourette’a
Klasa pana Tourette’a (ang. Front of the Class) – amerykański film obyczajowy z 2008 roku w reżyserii Petera Wernera. Wyprodukowany przez McGee Productions. Film powstał na podstawie książki Brada Cohena Front of the Class: How Tourette Syndrome Made Me the Teacher I Never Had.
Światowa premiera filmu miała miejsce 7 grudnia 2008 roku na antenie CBS.

## Fabuła
Brad cierpi z powodu niekontrolowanych zachowań. Matka znajduje informacje na temat syndromu Tourette’a. Gdy diagnoza zostaje potwierdzona, ona i syn rozpoczynają walkę z chorobą, na którą nie wynaleziono lekarstwa. Gdy Brad dorasta, chce zostać nauczycielem.

## Obsada
- Jimmy Wolk jako Brad Cohen
- Treat Williams jako Norman Cohen
- Patricia Heaton jako Ellen Cohen
- Johnny Pacar jako Jeff Cohen
- Dominic Scott Kay jako młody Brad Cohen
- Mike Pniewski jako dyrektor Myer
- Sarah Drew jako Nancy Lazarus
- Katherine Shepler jako Heather
- Zack Miller jako Thomas
- Anna Rappaport jako Amanda